# Programme lunaire habité soviétique
Cet article concerne les préparatifs de l'URSS pour envoyer un cosmonaute sur la surface lunaire et, éventuellement, y établir une base — préparatifs qui n'ont à ce jour jamais été suivis d'une mission habitée effective. Pour l'exploration automatique soviétique, voir Programme Luna.

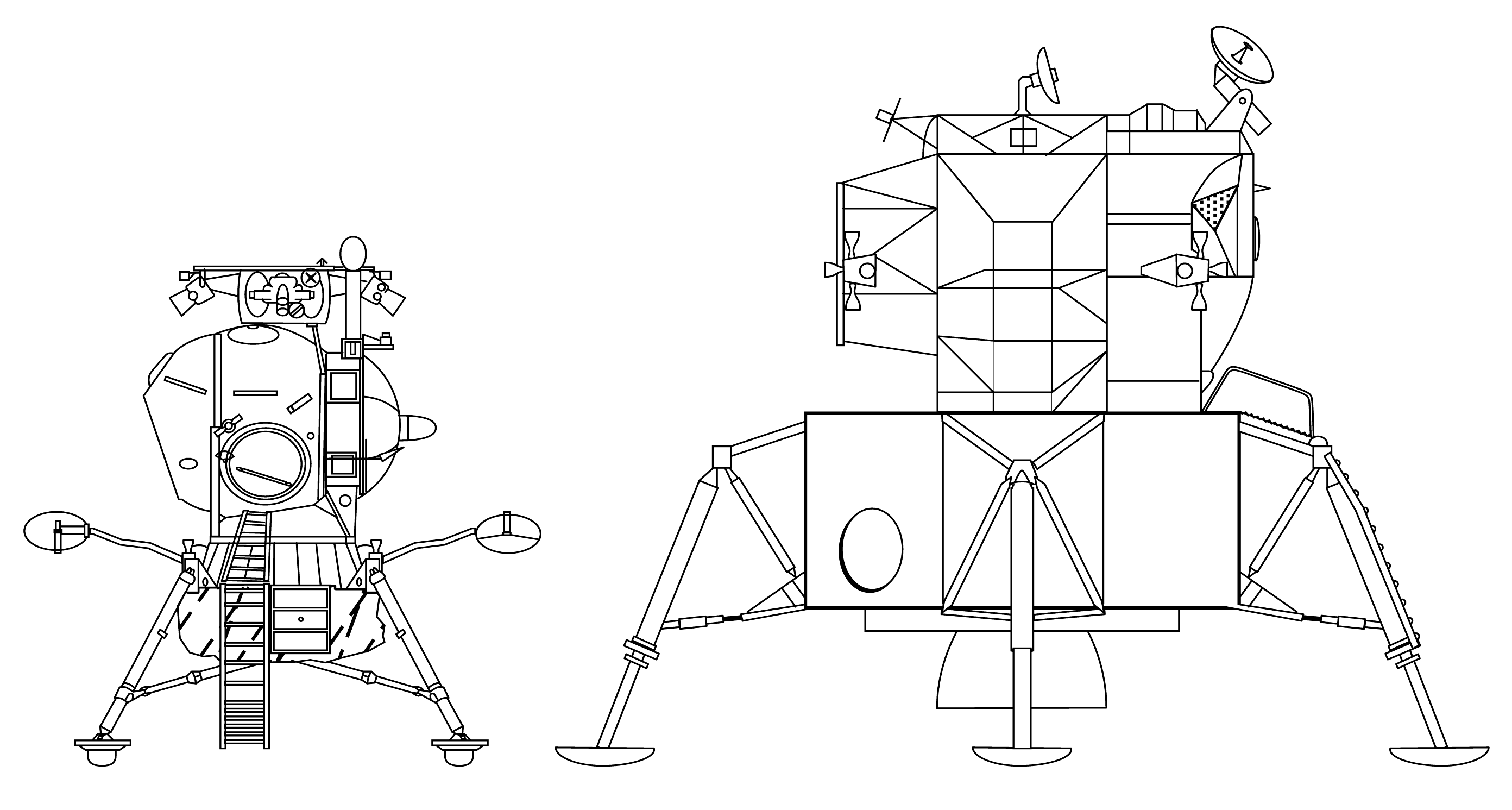
Jusqu'en 1974, les Soviétiques ont ambitionné d'envoyer un homme sur la Lune.
Image : diagramme représentant le module lunaire soviétique (prévu pour un seul cosmonaute) et le LEM, son homologue américain (ayant débarqué deux astronautes à six reprises, de 1969 à 1972).

Le programme lunaire habité soviétique avait pour but d'envoyer un cosmonaute sur la Lune, de préférence avant les astronautes américains du programme Apollo pour les battre dans la course à l'espace lancée depuis 1955.
Le projet est victime des désaccords profonds entre les principaux responsables des programmes spatiaux soviétiques : Sergueï Korolev, d'une part, chargé de développer le programme lunaire et en particulier le lanceur géant N-1 (l'équivalent soviétique de la fusée Saturn V du programme américain Apollo), qui considère comme indispensable, pour une mission habitée, d'utiliser des carburants/comburants à la fois plus performants et non toxiques et, d'autre part, Valentin Glouchko,  responsable presque unique jusque-là de la propulsion des fusées soviétiques, partisan d'utiliser comme carburant des ergols toxiques qu'il maîtrise bien. Valentin Glouchko s'allie au rival de Korolev, Vladimir Tchelomeï (responsable du projet Proton), pour proposer un projet plus gigantesque encore que le projet N-1, le projet modulaire UR-700, qui vise à permettre un atterrissage direct sur la Lune, sans passer par une mise en orbite lunaire préalable. Faisant appel à des moteurs RD-270 à carburants toxiques, le projet UR-700 ne voit jamais le jour et est arrêté en 1969.
Gravement handicapée par la mort de Korolev en 1966, la fusée N-1, de son côté, rencontre des problèmes de développement majeurs, et, malgré des moteurs très performants, est victime de défaillances fatales lors des quatre lancements effectués entre 1969 et 1972. Les responsables soviétiques décident de mettre fin au programme en 1973. Son existence qui était tenue secrète depuis le début des développements sera niée par la suite. L'existence du programme lunaire sera officiellement reconnue par les responsables soviétiques à la suite de la mise en place de la politique de la  glasnost (transparence) en 1986.
Le projet lunaire habité échoua donc, d'une part, du fait de l'incapacité de l'URSS à fédérer les ressources sur un projet unique, et, d'autre part, du fait du retard pris sur le développement d'une propulsion faisant appel à l'hydrogène et l'oxygène comme carburant/comburant.
En revanche, le projet beaucoup moins ambitieux de Vladimir Tchelomeï, le UR-500 « Proton », conçu au départ comme un ICBM géant, capable d'un vol circumlunaire habité (mais non de se poser sur la Lune), connut tout d'abord des échecs, mais devint de plus en plus fiable à partir de septembre 1968. Les fusées Proton permirent à l'URSS de placer des satellites en orbite géostationnaire, et d'envoyer des sondes vers la Lune, Mars et Vénus. Dans les années 1990, les fusées Proton devinrent l'outil essentiel des lancements commerciaux effectués par la Russie. Mais elles ne permirent jamais l'envoi d'une mission habitée vers la Lune.

## Historique

### Études des lanceurs lourds soviétiques

#### Moteur ionique et réacteur nucléaire (1957-1959)
Sur la demande de Sergueï Korolev, directeur du bureau d'études OKB-1 de l'Institut de R&D no 88 (ОКБ-1 НИИ-88), la section 12 dirigée par M. V. Melnikov débute en 1957 des études sur un moteur ionique. L'on espère qu'à l'horizon 1959, il pourrait propulser le vaisseau habité TMK-E vers Mars (lequel aurait néanmoins nécessité 36 000 m2 de panneaux solaires). Aussi, Konstantin Feoktistov propose l'utilisation d'un réacteur nucléaire pour alimenter le moteur ionique. Le 30 juin 1958, le Comité central du Parti communiste de l'Union soviétique (PCUS) confie d'ailleurs par décret le soin à deux bureaux d'études différents (l'OKB-456 de Valentin Glouchko et l'OKB-670 de Mikhaïl Bondaryuk) de concevoir des moteurs-fusées propulsés par un réacteur nucléaire, toujours en vue d'une mission habitée vers Mars qui durerait du 8 juin 1971 au 10 juillet 1974. Pour ce faire, on pense que la N1 serait parfaitement adaptée. Le 31 décembre 1959, ce rêve grandiose s'évanouit avec la décision de Korolev d'abandonner les études sur des fusées propulsées par énergie nucléaire.

#### Le long chemin de la N1
Les ébauches de la future N1 débutent en 1959 sous la direction de Korolev au sein de l'OKB-1. En décembre 1959, les autorités militaires réunissent les trois constructeurs généraux, Korolev, son rival Vladimir Tchelomeï de l'OKB-52 et Mikhaïl Yanguel de l'OKB-586 afin de faire un bilan de l'avancement de leurs études. Korolev propose la famille de lanceurs N (abréviation du russe Nositel pour lanceur) ainsi que des versions améliorées de la Semiorka, Tchelomeï une famille évolutive : UR pour Универсальная ракета (Universalnaïa Raketa - « fusée universelle »), basée sur un 1er étage commun (qui donnera naissance aux projets UR-500 Proton et UR-700) et Yanguel les missiles balistiques R-26 et R-36 plus le lanceur SK-100. Finalement, Tchelomeï et Yanguel sont autorisés à développer des missiles balistiques, respectivement le léger UR-100 et le lourd R-36. Korolev reçoit des fonds pour développer le lanceur Molnia (8K78), une adaptation de la Semiorka, mais rien pour la N1, dont on ne perçoit pas encore l'utilité, .

#### Le ciel se dégage
Finalement, un décret de janvier 1960 autorise les études sur la N1 et Korolev exprime dans la Pravda « La possibilité d'une exploration directe de la Lune, tout d'abord par l'atterrissage de sondes scientifiques automatiques... et plus tard par l'envoi de chercheurs et la construction d'une station scientifique habitée sur la Lune. » Dans une lettre du 7 avril 1960, Korolev demande la création d’une filière de production d’hydrogène liquide comme le font les États-Unis, puis en mai 1960, le développement d’une famille de lanceurs lourds. Seule la dernière demande sera acceptée par un décret de juin 1960. De 1960 à 1963 serait réalisé le lanceur lourd N1 d’une capacité de 40–50 tonnes en orbite basse terrestre (LEO) et de 12–20 tonnes en orbite d’évasion pour un 1er vol en 1965. Cette date est fixée en mai 1961 par un décret qui ordonne à Vladimir Tchelomeï d'abandonner ses recherches sur les sondes interplanétaires Kosmoplan et de se concentrer sur une version de son Raketoplan, le vaisseau lunaire LK-1.

### Rivalités d'hommes et retards étatiques
Alors que le 1er juin 1961, le premier secrétaire du PCUS Nikita Khrouchtchev demande à son protégé Tchelomeï  d'engager la phase de définition d'un lanceur, le UR-500 Proton (Прото́н) et du vaisseau LK-1 en vue d'un vol habité circumlunaire (dont la date n'est pas fixée) , Korolev, qui est en désaccord avec l'utilisation d'ergols toxiques,, riposte en proposant une mission de débarquement lunaire basée sur un vaisseau concurrent, le Soyouz (Союз), apte à des rendez-vous en orbite et un module d'atterrissage. En février 1962, une réunion secrète a lieu à la station balnéaire de Pitsounda, sur la mer Noire, et ménage la chèvre et le chou en autorisant le développement du Proton de Tchelomeï comme de la N1 de Korolev. En avril 1962 est approuvée la configuration générale de l'UR-500, qui tient compte des caractéristiques de l'UR-700, qui ne bénéficie d'aucune autorisation de développement. Enfin, le 24 septembre 1962, Khrouchtchev demande à Korolev le développement d'une version améliorée de la N1 apte à lancer la station spatiale militaire de 75 tonnes Zvezda (OS-1) mais une charge utile lunaire n'est toujours pas évoquée. Par ailleurs, Glouchko reçoit le feu vert pour étudier les moteurs RD-270 de la UR-700. Déjà mauvaises depuis les années 1930, les relations de Glouchko, qui bénéficie d'un quasi-monopole sur la construction de moteurs-fusées, avec Korolev se sont déjà détériorées au point que ce dernier lui préfère dès 1959 l'OKB-276 du constructeur de moteurs à réaction Nikolai Kouznetsov. Ces rivalités d'hommes minent l'effort spatial soviétique dans sa course à la Lune.
Par ailleurs, le 3 août 1964, soit 3 ans après le discours du président des États-Unis John Fitzgerald Kennedy, Nikita Khrouchtchev décide les programmes Proton (Прото́н) / Zond (Зонд, « sonde ») de survol inhabité de la Lune et N1-L3 de débarquement d’un cosmonaute, bien que « les militaires fussent plus intéressés par les missiles balistiques que par la Lune et au milieu des rivalités, d'une organisation chaotique et d'un budget étriqué, l'effort soviétique se solda par des échecs cuisants. ». Le ministère des Constructions mécaniques générales (MOM), comprenant 2 millions de salariés environ à la fin des années 1980, « créé dès 1965 pour gérer l’ensemble des activités de recherche et de production, avait aussi pour mission, en devenant l’interlocuteur obligatoire des principaux responsables d’entreprises et de programmes, les constructeurs généraux, de limiter les rapports directs que ceux-ci avaient établis avec les responsables politiques. Car, comme l’a montré le programme lunaire, ces relations avaient entraîné rivalités et gaspillage des ressources. ».

## Le projet UR-700/LK-700
De 1962 à 1967, Tchelomeï et Glouchko espèrent griller la priorité à Korolev et à son projet N1/L3 avec le lanceur modulaire UR-700 et le train lunaire LK-700, conçus pour un atterrissage direct en mai 1972. Avec un argument : du moment que Korolev refuse le design modulaire pour sa N1, elle doit être construite sur le site de lancement sans que son 1er étage puisse être essayé statiquement avant le vol. À l'inverse, les éléments de l'UR-700 peuvent être testés à l'usine Khrounichev de Moscou, transportés par rail et être rapidement assemblés au cosmodrome de Baïkonour. Tchelomeï présente son projet d'UR-700 à Khrouchtchev lors d'une rencontre à Baïkonour le 24 septembre 1964, à laquelle participe également Korolev. Décision est prise d'examiner la contre-proposition, qui est cependant mise de côté durant un an après le limogeage du Premier secrétaire et son remplacement par Léonid Brejnev.

### Le lanceur modulaire UR-700
Les travaux sur l'ébauche de l'UR-700 sont autorisés en octobre 1965, bien que Tchelomeï y travaille depuis 1962. En septembre 1966, la VPK (commission militaro-industrielle) décide de comparer sérieusement l'UR-700 et le N1. Le lanceur mesure 76 mètres, pèse 4 823 tonnes pour une charge utile de 151 tonnes en orbite terrestre basse (LEO) et de 50 tonnes en orbite de transfert lunaire. Il concurrence directement la Saturn V.
Il comprend 3 étages fonctionnant au carburant diméthylhydrazine (NH2-N(CH3)2) et au comburant peroxyde d'azote (N2O4) :
- un 1er étage (6 boosters dotés chacun d'un moteur RD-270) et un 2e étage de 3 moteurs RD-270 s'allumant simultanément et délivrant au total une poussée de 5 760 tonnes au décollage. À T+151 secondes, les 6 boosters sont éjectés et retombent à 331 km du site de lancement tandis que le 2e étage continue de fonctionner jusqu'à T+457 avant séparation et s'écrase à 1 732 km du site de lancement ;
- un 3e étage (dérivé du 1er étage du Proton) allume ses 3 moteurs RD-254 d'environ 407 tonnes de poussée à ce moment-là avant séparation à T+682 secondes à 200 km d'altitude et place le train lunaire LK-700 en orbite d'attente.

### Le train lunaire LK-700
Le troisième étage, basé sur le premier étage de Proton, place le train lunaire LK-700 sur une orbite d'attente à 200 km de la Terre. Le LK-700 est équipé de 4 étages compartimentés presque identiques, et d'un étage avec le module d'atterrissage et la capsule lunaire. Les trois étages extérieurs sont mis à feu pour placer le train lunaire sur une orbite translunaire. L'étage intérieur central est utilisé pour des corrections de trajectoire pendant le voyage, placer le train sur son orbite lunaire, et continue à fonctionner jusqu'à arriver juste au-dessus de la surface. Le vaisseau accomplit la dernière étape en douceur en se posant, alors que les trains servent de plate-forme de lancement, lorsque le module propulse la capsule LK-700 pour son retour vers la Terre.

## Le programme Proton / 7K-L1

### Le lanceur Proton (1965 - )
Le lanceur Proton mesure 44 mètres de haut (sans sa charge utile de 5,7 tonnes vers la Lune), possède un diamètre maximal de 7,4 mètres et pèse 680 tonnes.
Il comprend 3 étages fonctionnant au carburant diméthylhydrazine (NH2-N(CH3)2) et au comburant peroxyde d'azote (N2O4) :
- un 1er étage composé de 6 moteurs à une chambre RD-253, à forte pression dotés d'un système de postcombustion brûlant les gaz, de 884 tonnes de poussée totale (981 tonnes dans le vide) fonctionnant jusqu'à T+126 secondes ;
- un 2e étage composé de 4 moteurs RD-0210 de 240 tonnes de poussée totale dans le vide fonctionnant jusqu'à T+334 secondes ;
- un 3e étage composé d'un moteur RD-0212 de 60 tonnes de poussée dans le vide plus un moteur à quatre chambres orientables de 3 tonnes de poussée fonctionnant jusqu'à T+580 secondes.

Le lanceur Proton dont le premier tir réussi eut lieu en 1965 était encore utilisé en 2023.

### Le vaisseau circumlunaire Soyouz 7K-L1
(Зонд)

#### Lancements
- Le 1er lancement d'un 7K-L1 simplifié et inhabité (Cosmos 146), le 10 mars 1967, a pour but de certifier le Proton et son 4e étage (le bloc D de la N1 propulsé par RD-58). C'est un échec par suite de la défaillance de ce dernier et le vaisseau est mis sur orbite solaire.
- Le 2e lancement (Cosmos 154), le 8 avril 1967, réitère le précédent. Nouvelle défaillance du 4e étage après 2 orbites terrestres.
- Le 3e lancement 7K-L1 inhabité, le 28 septembre 1967, est un échec par suite de la défaillance d'un moteur RD-253 du 1er étage, qui est détruit. Le vaisseau est récupéré à 65 km au nord du cosmodrome[21].
- Le 4e lancement d'un 7K-L1 inhabité, le 22 novembre 1967, est un échec par suite de la défaillance du moteur RD-0210 no 4 du 2e étage, qui est détruit tandis que le vaisseau est récupéré à 285 km du cosmodrome, à 80 km au sud-ouest de Zhezqazghan.
- Le 5e lancement d’un 7K-L1 (Zond 4), le 2 mars 1968, est un demi-succès. Le vaisseau est certes injecté sur une orbite lunaire de 354 000 km d’apogée mais rate sa rentrée par rebonds. Il est détruit automatiquement à 10 km d'altitude au-dessus du golfe de Guinée[22], à la suite d’une panne du système de contrôle d’altitude.
- Le 6e lancement d’un 7K-L1, le 23 avril 1968, est un échec dû à une extinction prématurée à T+260 secondes des moteurs RD-0210 du 2e étage, commandée de façon erronée par le vaisseau, qui est éjecté et récupéré à 520 km du cosmodrome, à 110 km à l'est de Zhezqazghan.
- Le 7e lancement d’un 7K-L1, qui doit avoir lieu le 21 juillet 1968, est annulé à la suite de l'explosion, le 14 juillet 1968, des réservoirs du 3e étage lors de leur remplissage en diméthylhydrazine, tuant trois techniciens[23]. Des réunions d'urgence politico-militaires sises au cosmodrome évoquent surtout la future invasion de la Tchécoslovaquie à la suite du Printemps de Prague, le cosmonaute Alexeï Leonov déclare : « C'est bien ce mois que nous aurions dû effectuer le premier survol de la Lune. Quant à l'atterrissage, on ne le croit plus réalisable, faute de moyens »[24].

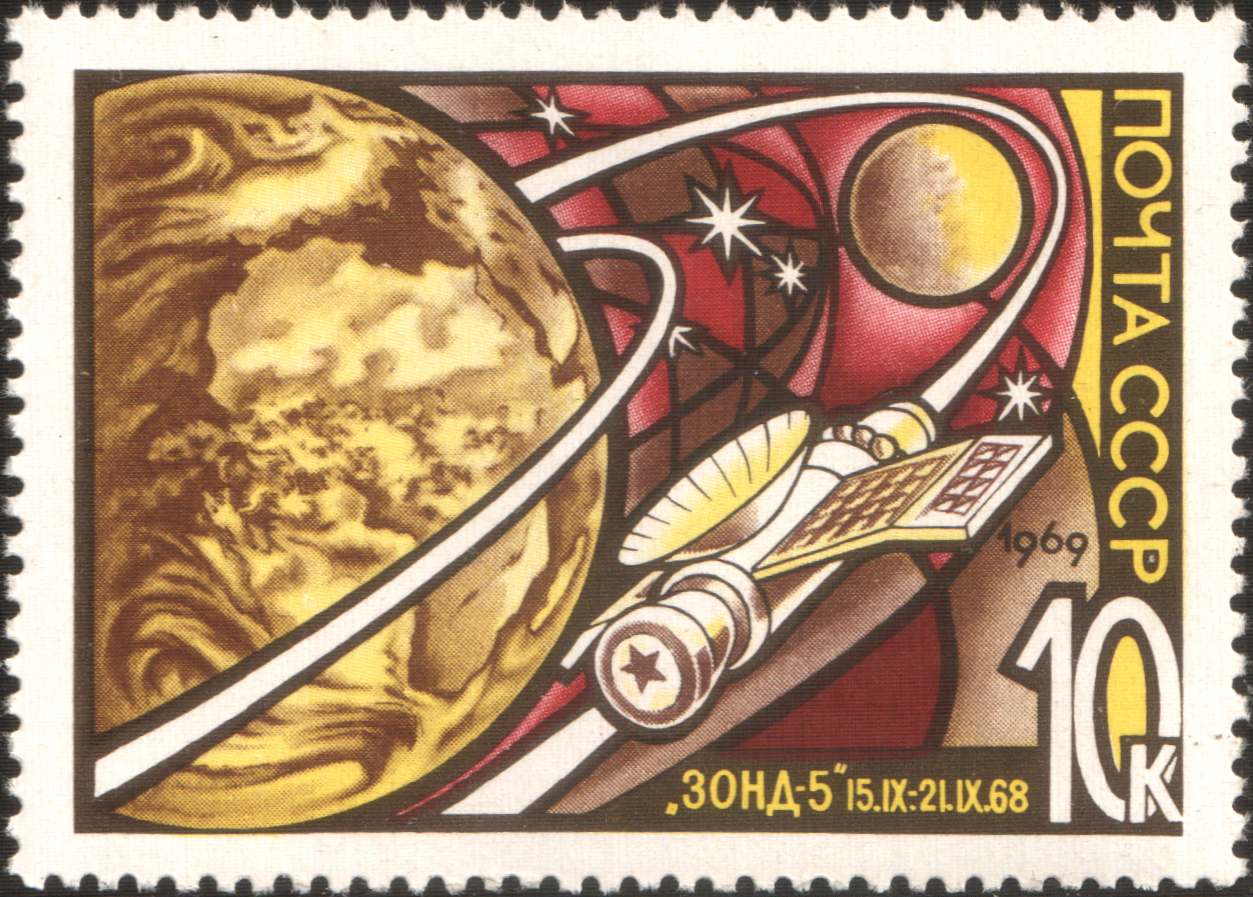
Timbre soviétique de 1969 représentant la mission Zond 5.

- Le 7e lancement d’un 7K-L1 (Zond 5) du 15 septembre 1968 panique pourtant les responsables du programme Apollo lorsque l'observatoire anglais de radioastronomie de Jodrell Bank intercepte dans la nuit du 18 au 19 septembre 1968 une conversation entre les cosmonautes Pavel Popovitch et Vitali Sevastianov à bord, semble-t-il, de Zond 5 et le centre de contrôle des vols d'Evpatoria (Ukraine). La NASA se rend compte au bout d'un moment que les cosmonautes sont à Terre et testent la chaîne de communications[25]. À bord du vaisseau ne se trouvent, en effet, que des mouches, des tortues, des vers, des plantes, des bactéries, etc. Le lancement est parfait : le 1er étage se sépare et le 2e s'allume à T+126 secondes à 42 km d'altitude, la tour de sauvetage est éjectée à T+185 secondes, le 2e étage se sépare et le 3e s'allume à T+338 secondes à 130 km, le 3e étage s'éteint à T+481 secondes à 161 km d'altitude, le bloc D brûle durant 108 secondes et place Zond 5 sur une orbite d'attente très précise (à 400 m du périgée prévu, à 200 m de l'apogée prévu). Après 56 minutes en orbite, le bloc D s'allume à nouveau et place le vaisseau sur une trajectoire translunaire avec un survol photographique de la Lune à 1 960 km d'altitude. Avant la rentrée, une panne au centre de contrôle entraîne une perte de liaison avec le gyroscope de bord et le vaisseau entame une trajectoire balistique à 20G. Malgré un amerrissage dans l'océan Indien le 21 septembre 1968 en lieu et place du Kazakhstan et la récupération de la capsule le lendemain, James Webb, l'administrateur de la NASA estime que la mission est « la plus importante démonstration spatiale faite par une nation à ce jour » [25] et les États-Unis, qui pensent que le prochain lancement sera habité, avancent la date du vol Apollo 8[26].
- Le 8e lancement d’un 7K-L1 (Zond 6) du 10 novembre 1968 est encore inhabité. Le 14 novembre 1968, le vaisseau contourne la Lune à 2 420 km de distance mais lors du retour, deux accidents qui auraient été fatals à un équipage ont lieu : une dépressurisation de la cabine et l'ouverture prématurée des parachutes, si bien que Zond 6 s'écrase le 18 novembre 1968 à 31 km de Novokazalinsk, à 70 km du cosmodrome[27].

Début octobre 1968, le général Kamanine estime (ou espère) qu'Apollo 8 n'a aucune chance de succès car Saturn V n'a volé que deux fois (avec un demi-échec) et que les États-Unis n'ont encore jamais envoyé de vaisseau autour de la Lune. Le 26 novembre 1968, en vue de battre ces derniers sur le fil, l'URSS doit obligatoirement utiliser la fenêtre de tir du 8-12 décembre 1968. Le 1er vol habité d’un 7K-L1 est fixé au 9 décembre 1968 puis repoussé au 17 décembre 1968, tandis que les équipages Valeri Bykovski-Nicolaï Roukavichnikov et Pavel Popovitch-Vitali Sevastianov (équipage de secours), sélectionnés le 23 septembre 1968, s'entraînent à la Cité des étoiles. Alors qu'un Proton et un Zond sont prêts dans le hall d'assemblage, tous les quatre s'envolent vers le cosmodrome et attendent huit jours un ordre de lancement qui ne viendra pas.
Dès le 12 décembre 1968, Kamanine diagnostique les raisons de l'échec soviétique du vol circumlunaire habité : dissensions entre l'Armée de l'air (VVS) et ses opposants, dispersion des moyens entre entités responsables chacune d'une partie du vol habité : Forces des missiles stratégiques (RSVN), Marine (VMF), État-major et armée de l'Air qui, selon lui, devrait être seule chargée des vols habités. Kamanine note également que l'État a dépensé 10 milliards de roubles dans le programme N1 sans effet visible et dénonce plus généralement le concept des vols habités automatiques et se prononce en faveur de vols pilotés, citant les exemples du Soyouz, qui ne seront habitables qu'en 1968, tandis que les capsules Gemini (de Gemini 3 en 1965 à Gemini 12 en 1966) ont volé dix fois et les capsules Apollo (Apollo 7 et Apollo 8 en 1968) deux fois. En conclusion, il estime que ce système a donné 2 à 3 ans d'avance aux États-Unis au détriment de l'URSS. À la suite des 20 orbites lunaires effectuées par Apollo 8 les 24-25 décembre 1968, il déclare « Aujourd'hui, quand les trois astronautes d'Apollo 8 survolent la Lune, le monde entier peut voir à quel point nous sommes en retard en matière de vols pilotés. Leur vol est vraiment un événement historique : c'est un grand jour pour toute l'humanité. Nous éprouvons toutefois une certaine amertume en pensant à nos possibilités manquées. ».
Le programme Proton/Zond ne s'arrête pas pour autant, mais les efforts se concentrent désormais sur le programme N1-L3.
- Le 9e lancement d’un 7K-L1, le 20 janvier 1969, est un échec par suite de l'extinction d'un moteur RD-0210 du 2e étage de T+501 à T+526 secondes, tandis que la capsule (celle du 7e vol annulé) est récupérée à 350 km d'Irkoutsk.
- Le 10e lancement et 1er d’un 7K-L1 habité (équipage Pavel Popovitch-Vitali Sevastianov) qui doit avoir lieu le 1er juillet 1969 est annulé.
- Le 11e et dernier lancement d’un 7K-L1 (Zond 8), toujours inhabité, le 20 octobre 1970, est un succès.

## Le programme N1-L3

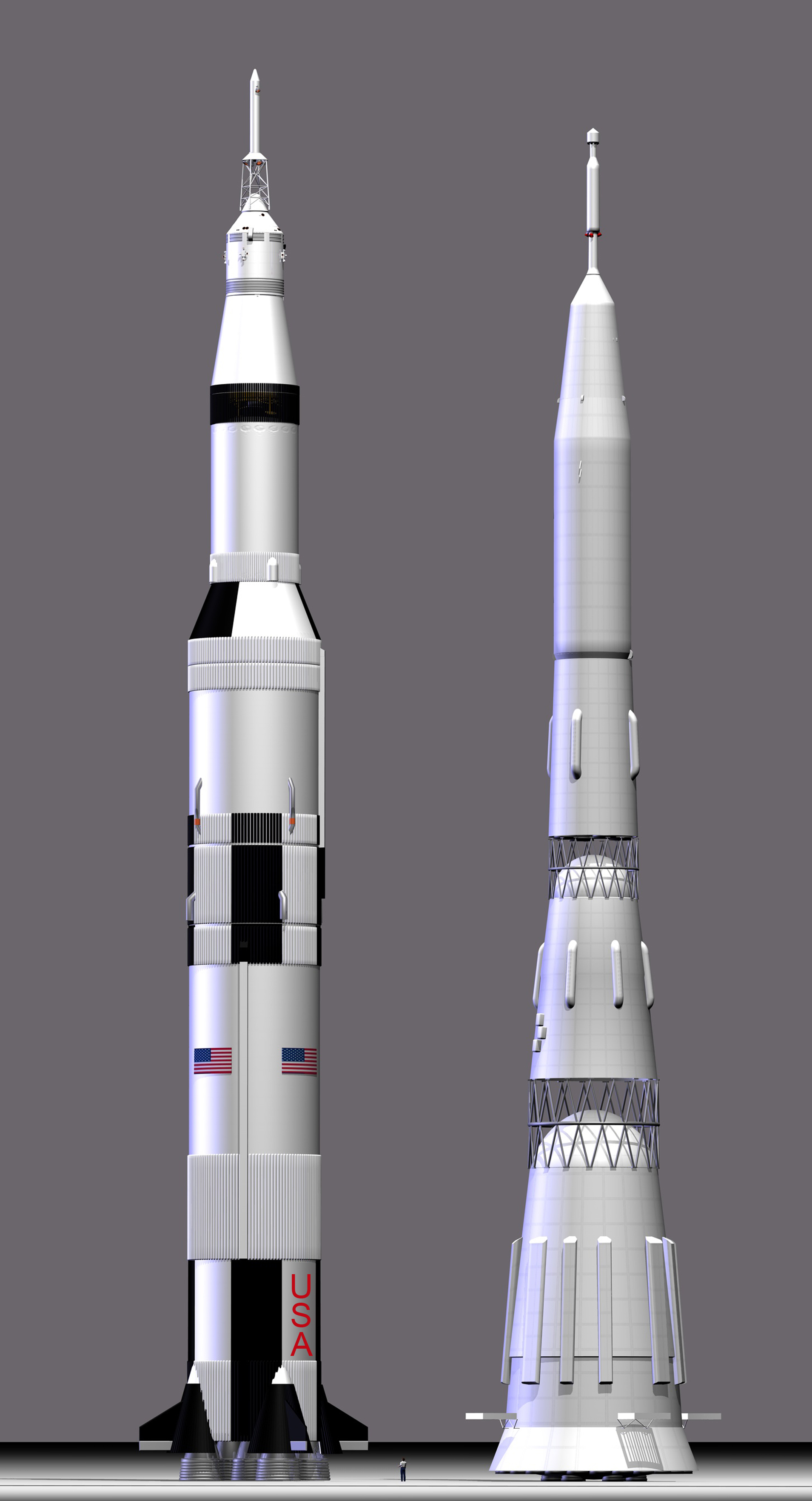
Maquettes d'une Saturn V américaine et d'une N1 soviétique.

### Le lanceur N1
L'existence du lanceur N-1 n'est révélée que durant la glasnost par les Izvestia. À la même période, la revue spécialisée Znanye Cosmonavtika Astronomiya en publie des plans, issus du journal de Vassily Michine, le successeur de Korolev, vendu 190 000 dollars aux enchères, en 1993, aux États-Unis.
Fin 1964, Korolev propose un lanceur de 2 200 tonnes pour une charge utile de 72 tonnes. Finalement, le projet N1 retenu en 1967 (un an après la mort de Korolev) mesure 112,5 mètres de haut, pèse 2 700 tonnes pour une charge utile de 95 tonnes. De dimensions similaires à la fusée lunaire Saturn V, la N1 est plus puissante (4 620 tonnes de poussée au décollage, contre 3440 pour Saturn V).
Elle comprend 4 étages fonctionnant au kérosène RP-1 (le carburant) et à l'oxygène liquide (LOX) (le comburant), facile d'emploi mais moins performant que le couple hydrogène/oxygène liquides :
- un 1er étage (dit bloc A) comprenant pas moins de 30 moteurs-fusées NK-15 délivrant une poussée de 4 620 tonnes au décollage (154 tonnes dans le vide). Il était envisagé d'utiliser des moteurs NK-33 (utilisant eux aussi du kérozène) sur les versions N1F du lanceur destinées à mettre sur orbite les stations Saliout[32] ;
- un 2e étage (dit bloc B) comprenant 8 moteurs NK-15V (ou NK-43) délivrant une poussée de 1 427 tonnes au total ;
- un 3e étage (dit bloc V) comprenant 4 moteurs NK-21 (ou NK-39) de 653 tonnes de poussée totale ;
- un 4e étage (dit bloc G) comprenant un seul moteur NK-19 de 40,8 tonnes de poussée destiné à propulser le « train lunaire ».

#### Essais statiques
Ils comprennent :
- 4 allumages à pleine puissance (environ 600 tonnes) de 4 des 8 moteurs NK15V du 2e étage (bloc B) les 2 février, 13 avril, 23 août 1967 et le 25 novembre 1970 ;
- 3 allumages à pleine puissance (environ 1 200 tonnes) des 8 moteurs NK15V du 2e étage (bloc B) le 23 juin 1968, le 29 août 1970 et le 15 décembre 1973 ;
- un cycle d'allumages de chacun des moteurs NK15 du 1er étage (bloc A) ;
- des allumages du moteur NK-19 du 4e étage (bloc G) et du moteur RD-58 (bloc D) du vaisseau lunaire LOK.

Selon l'OKB-1 (aujourd'hui RKK Energia), tous les essais statiques des moteurs sont couronnés de succès.

### Le train lunaire L3

#### Le vaisseau LOK

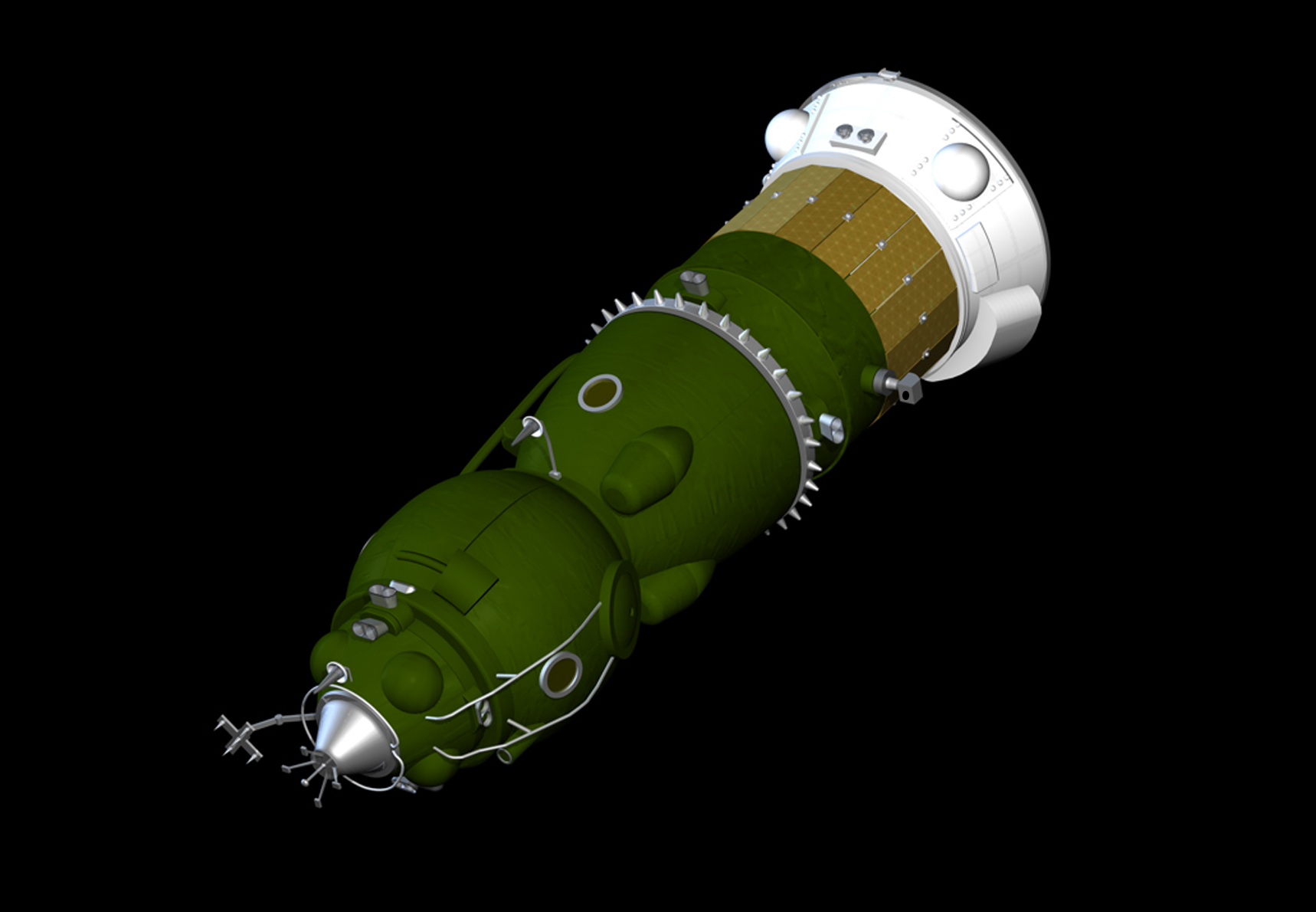
Représentation du LOK.

Le vaisseau lunaire LOK (Lunniy Orbitalny Korabl) ou L1K ou 7K-L3 est la version la plus lourde du vaisseau Soyouz puisque, avec une masse de 9 850 kg, il pèse 4 tonnes de plus que le Soyouz A (1963) et 3 de plus que le Soyouz 7K-OK (1967-1971). Il est également plus long (10,06 m) et plus large (2,93 m de diamètre).
Il comprend :
- le module orbital BO (бытовой отсек) d'une longueur de 4,55 mètres, de forme conique (2,93 mètres de diamètre), est tronqué à l'avant par le système d'amarrage mâle Kontakt assisté de 4 amortisseurs (en lieu et place du système IGLA du Soyouz[33]) permettant une jonction en douceur avec le LK. Autour se trouvent 6 réservoirs pour les moteurs-fusées de manœuvre du SA. Comme on le voit, le système Kontakt ne possède pas de sas, obligeant le cosmonaute à effectuer une sortie extravéhiculaire mais ayant aidé à réduire le poids du LOK et à simplifier son architecture[34]. Au-dessus du module est installé le système de contrôle d'altitude ODOP, au-dessous un télémètre laser-optique[35]. Le BO héberge également le système de support-vie Rosa qui recycle l'humidité en eau potable[36] ;
- le module de rentrée SA (спускаемый аппарат) d'une longueur de 2 mètres, d'un diamètre de 2,20 mètres et d'une masse de 2 850 kg possède un bouclier thermique plus fin que celui du Soyouz 7K-OK et deux ouvertures, dont l'une sur le côté, permettant les sorties extravéhiculaires. Enfin, certains équipements du panneau de contrôle semblent différents[37], tandis que des compartiments ont été rajoutés pour loger les combinaisons spatiales Kretchet et les échantillons recueillis sur la Lune. Par contre, les 2 cosmonautes sont assis côte à côte dans les sièges standard des Soyouz ;
- le module de service PAO (приборно-агрегатный отсек) comprend : 
  - le compartiment de transition et la case à équipements PO logeant 4 paires de moteurs auxiliaires de roulis et de lacet permettant les manœuvres d'amarrage, les systèmes d'avionique, de communication, de télémétrie et l'ordinateur numérique[38] guidant non seulement le LOK mais le train lunaire L3 tout entier lors de l'ensemble des phases de vol, de l'injection sur orbite lunaire jusqu'à la désorbitation, tout en affichant la position du vaisseau en temps réel grâce à une centrale à inertie. Le PO comprend également un système EKhG[39] de piles à combustible alcalines Volna-20 alimentées par 4 réservoirs de 600 kg d'oxygène et d'hydrogène liquides. Similaires à celles installées sur les vaisseaux américains Gemini et Apollo, elles produisent 1,5 kW d'énergie électrique à 27 volts pour 500 heures, de la chaleur et de l'eau potable, en complément du système Rosa. Elles sont testées de façon statique du 1er novembre au 29 décembre 1971 puis directement sur le 4e lanceur N1 du 24 août au 23 novembre 1972,
  - le compartiment des machines AO comprenant le moteur principal (Bloc I) de 3 388 kg de poussée et le moteur de rendez-vous et de correction d'orbite (SKD) de 417 kg de poussée.

#### Le module lunaire LK

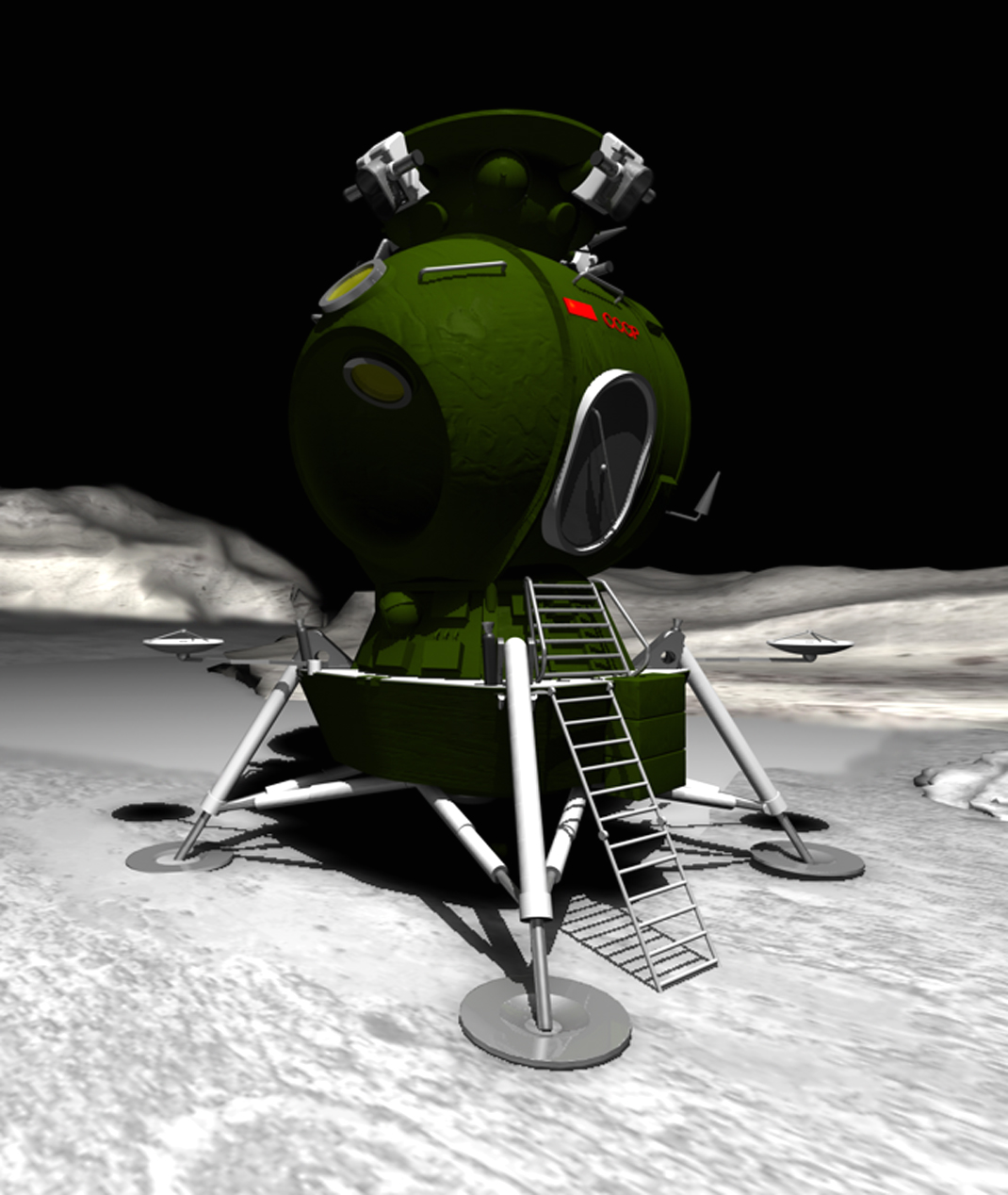
Représentation du module L3.

Les modules lunaires soviétiques ont donné lieu à de nombreuses ébauches, comme la version initiale L3 (1963) puis le LK de Sergueï Korolev (qui est finalement retenu en 1964), les LK-3 (1962) et LK-700 (1966) de Tchelomeï, les L3M (2 versions) de Korolev (1972) et LEK (1969-1974), les KLE (1964-1974) et Lunokhod de Tchelomeï ; le module DLB de Barmine (1962-1974), les LZM et LZhM de Korolev (1975), une autre version du Lunokhod et le LEK (1975) de Glouchko pour la base lunaire Vulkan. LK (Lunniy Korabl).

### Profil de mission

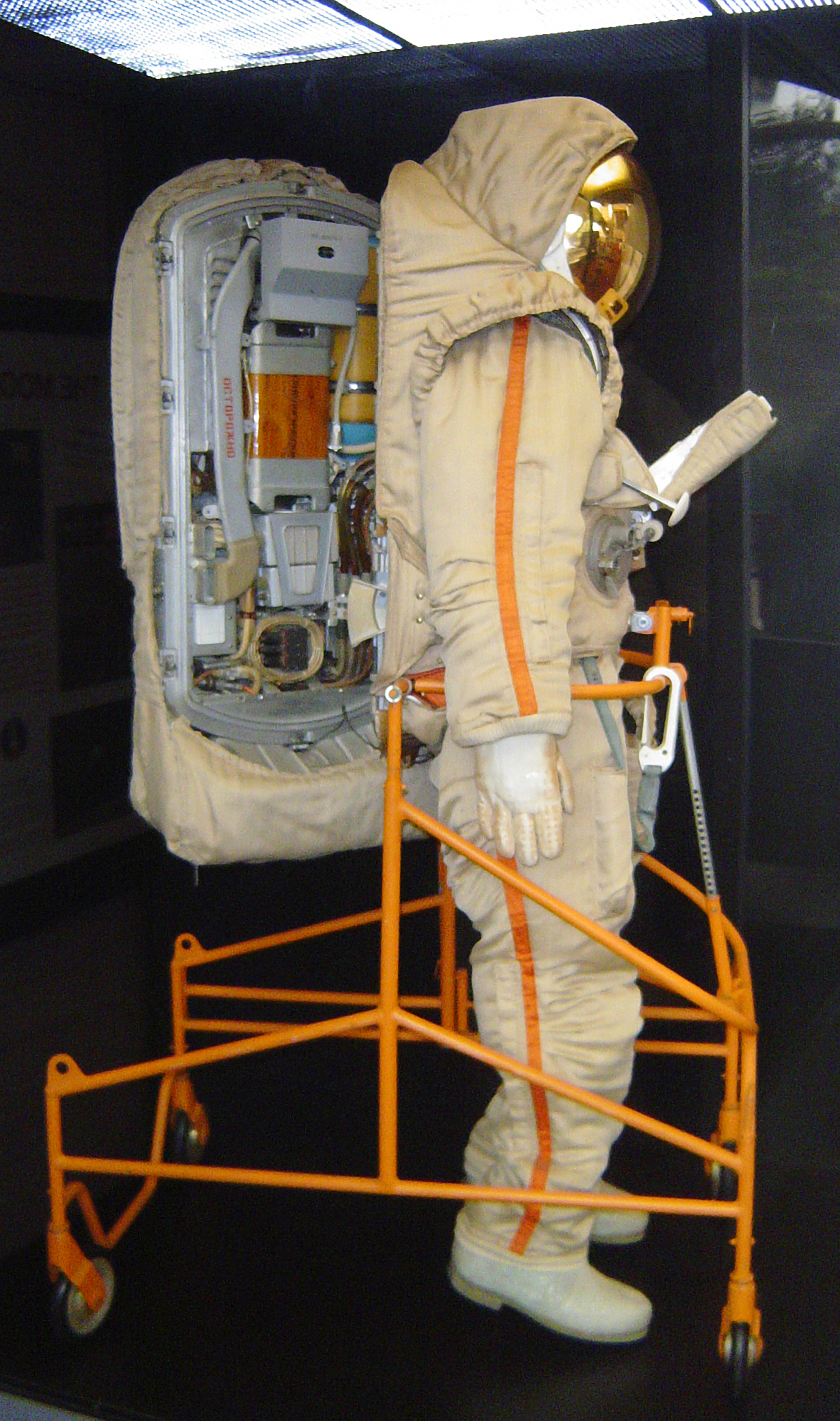
Combinaison spatiale conçue pour le programme lunaire soviétique. Aujourd'hui, au National Air and Space Museum de Washington DC.

La mission est prévue pour durer 11 ou 12 jours. Elle comprend les séquences suivantes : 
- J+1 : la N1 met sur orbite terrestre basse (LEO) le train lunaire L3, qui peut y rester jusqu'à un jour ;
- J+2 : le moteur NK-19 du 4e étage (bloc G) accélère le L3 jusqu'à l'orbite d'évasion et le propulse vers la Lune avant de se séparer ;
- J+2 à J+5 : le moteur RD-58 (bloc D) poursuit l'accélération ;
- J+5 à J+7 : le moteur RD-58 met le L3 sur orbite lunaire circulaire puis elliptique (Orbite de transfert de Hohmann) par deux corrections de trajectoire ;
- J+7 : par sortie extravéhiculaire, un cosmonaute quitte le LOK en combinaison spatiale Kretchet pour rejoindre le LK ;
- J+7 : la phase de descente commence : 
  - à 14 km d'altitude, une partie du bloc D et du LK est éjectée,
  - à 4 km d'altitude, le bloc D se sépare du LK et s'écrase à 4 km de là sur la surface lunaire à 115 m/s tandis que le moteur principal 11D411 (bloc E) du LK s'allume,
  - de 4 km à 300 m d'altitude, le moteur 11D411 ralentit la descente (à cette altitude, la mission peut être annulée par l'allumage à pleine puissance du 11D411 et/ou de son moteur de secours 11D412 (un seul allumage) et rejoindre le LOK en orbite),
  - de 300  à   100 m d'altitude, l'atterrissage se poursuit de façon semi-automatique,
  - à moins de 100 m d'altitude, des moteurs de manœuvre permettent de se poser automatiquement jusqu'à une inclinaison de 30° ;
- J+7 : le cosmonaute demeure sur la Lune de 6 à 24 heures et effectue plusieurs sorties extravéhiculaires ;
- J+8 : le moteur principal 11D411 s'allume et propulse l'étage de remontée du LK vers l'orbite lunaire ;
- J+8 : Le LK s'amarre automatiquement au LOK ;
- J+8 : par sortie extravéhiculaire, le cosmonaute quitte le LK en combinaison spatiale Kretchet pour rejoindre le LOK ;
- J+8 : le moteur (bloc I) propulse le LOK jusqu'à l'orbite d'évasion qui l'amène à proximité de la Terre ;
- J+11 : le module de rentrée (SA) du LOK se sépare du couple module orbital (BO)/module de service (PAO) et rentre dans l'atmosphère terrestre puis est freiné par parachutes avant l'atterrissage.

### Lancements
Tel n'est pas le cas des 4 lancements du site 110 du cosmodrome de Baïkonour de la fusée lunaire N1, qui sont des échecs tous dus à une défaillance du 1er étage :
- la 1re N1 (vol 3L) embarquant une maquette du module lunaire explose en retombant au sol le 21 février 1969. Au bout de la 10e seconde, le système de correction et de poussée KORD débranche les moteurs no 12 et 24, puis à T+66 secondes, une canalisation d'oxygène liquide se rompt sous l'effet des vibrations et le feu se déclare à l'arrière du lanceur. À T+70 secondes et à 14 km d'altitude, tous les moteurs s'arrêtent et le train spatial L3 est éjecté par le système de sauvegarde. La cabine L1 atterrira à plusieurs dizaines de kilomètres du pas de tir en bon état[24],[41].

Une réunion houleuse de la commission chargée d'analyser l'échec du 1er lancement a lieu les 19 mai-20 mai 1969 entre officiels et constructeurs généraux du programme, où tous les problèmes - dit-on - auraient été identifiés et corrigés. Vladimir Barmine refuse que les moteurs soient éteints avant 15-20 secondes de vol afin de prévenir une destruction du pas de tir, mais le temps presse et cette mesure n'est décidée que pour le 3e vol. Mstislav Keldysh, soutenu par le ministre de la MOM Georgi Tyulin, déclare que si le 2e vol échoue, la N1 devra effectuer un autre vol d'essai sans le LOK et prédit que, même en cas de succès, le LOK et le LK ne seront pas optimaux à temps pour gagner la course contre les États-Unis. Michine, le premier adjoint de Korolev n'est pas d'accord et veut que le LOK fasse partie du 3e vol et exige que le train lunaire L3 complet serve à l'atterrissage lors du 4e vol. Konstantin Bushuyev déclare qu'un vol circumlunaire est pour l'heure impossible. Ivan Serbin, un officiel soviétique, rappelle que les ordres du Comité central du PCUS concernaient un 2e vol circumlunaire. Finalement, Leonid Smirnov, président de la commission militaro-industrielle VPK du Comité central, conclut sur la mission prévue pour l'anniversaire de la Révolution d'Octobre au cours de laquelle 3 vaisseaux Soyouz seraient simultanément en orbite terrestre, 2 s'amarrant tandis que le 3e filmerait l'événement ;
- la 2e N1 (vol 5L) embarquant une maquette du module lunaire prend feu le 3 juillet 1969 à 100 mètres d'altitude en raison de l'explosion du moteur no 8 par suite de l'ingestion d'un débris d'aluminium par la pompe à oxygène. La N1 retombe sur le pas de tir de droite du site 110 (comme le confirmeront des vues du satellite de reconnaissance américain KH 4B un mois plus tard[43]), qui est détruit, comme la tour de service et certaines installations souterraines. L'explosion est équivalente à celle d'une bombe de 10 kilotonnes. La reconstruction du pas de tir de droite dure d'août 1969 à 1972[44] ;
- la 3e N1 (vol 6L) embarquant une maquette du train lunaire L3 dévie de sa trajectoire (qui atteint 145°N à T+14 secondes) le 27 juillet 1971 et entraîne sa perte de contrôle à T+51 secondes de vol (soit 1 seconde trop tard pour enclencher l'arrêt du moteur) ;
- la 4e N1 (vol 7L) embarquant une maquette du train lunaire L3 explose à T+107 secondes de vol (soit 7 secondes avant la séparation du 1er étage) le 23 novembre 1972 à la suite de la destruction de la pompe à oxygène du moteur no 4 due à une oscillation anormale (effet pogo).

Par contre, les essais par d'autres lanceurs auront été plutôt des succès :
- le 1er lancement du vaisseau lunaire LOK (ou T1K) échoue à cause d'une défaillance du 3e étage du Proton le 28 novembre 1969, tandis que le 2e lancement est une réussite avec des simulations de rendez-vous et d'injection sur trajectoire terrestre le 2 décembre 1970 ;
- les 2e et 3e lancements du module d'atterrissage LK (ou T2K) à partir d'une Semiorka-Soyouz sont des succès les 24 novembre 1970 et 12 août 1971.

### La suite du programme (1970-1974)

#### La N1F et le train lunaire LEK
Michine avait travaillé sur le projet amélioré N1F (qui consiste en un remplacement des moteurs des 3 étages par, respectivement, des NK-33, NK-43 et NK-31) en vue du lancement d'une station spatiale, la future Saliout (Салют).
En juin 1970, autorisation est donnée 10 ans après la demande de Korolev de développer pour la N1F un étage supérieur à plusieurs moteurs-fusées cryotechniques (hydrogène liquide/oxygène liquide) nommé bloc Sr. En juillet 1970, l'OKB-276 de Kouznetsov est chargée de développer la N1F d'une capacité de 105 tonnes en LEO. L'ébauche du programme est validée en février 1972 puis en mai 1972. Le programme est étudié dès le 1er janvier 1973. Le Lunar Expeditionary Complex (LEK) comprend toujours un vaisseau Soyouz intégré dans une coiffe pressurisée (dite OB), qui permet le passage direct sans sortie extravéhiculaire du module orbital BO au module d'atterrissage L3M. D'une masse de 23–25 tonnes, d'une hauteur de 9,3 m, d'une envergure maximale de 9,4 m et d'un diamètre de 4,4 m, il peut largement accueillir 3 cosmonautes pour une durée de 90 jours. La séquence de descente et de remontée est la même que pour le LK.

#### L'annulation du programme (1974)
Alors que deux N1F sont prêtes à être lancées (la première au 4e trimestre 1974), Michine est remplacé par Glouchko, qui annule le 2 mai 1974 les 5e et 6e lancements de la N1 (no  8L et 9L), tout comme la totalité du programme lunaire N1-L3, sans qu'aucun décret de la VPK l'y autorise. Ironiquement, le 1er janvier 1975, Glouchko plaide (sans succès) auprès de la même commission en faveur de la base lunaire permanente Vulkan de Michine, qui devait être lancée par des N1 !
Le coût du programme N1-L3 est chiffré en janvier 1973 à 3,6 milliards de roubles, dont 2,4 milliards pour la N1 seule. En 1976, le montant de 6 milliards de roubles est inscrit à pertes et profits.
Aucun des 24 cosmonautes lunaires n'approchera la Lune.
Après ce fiasco, « le gouvernement [...] décida de cacher ce qui avait eu trait au programme lunaire [...]. On détruisit tout ce qui pouvait l'être : documents, films et même les deux derniers exemplaires de la fusée. » À Leninsk, la ville-dortoir du cosmodrome de Baïkonour, on peut encore voir un garage construit avec des éléments du 3e étage de la N1, des parties de la coiffe du L3 recyclées à divers usages plus ou moins variés (embarcations, pare-soleil, auvent de porcherie, etc).

### Secret d'État
Tout ce programme était couvert, comme bien d'autres projets scientifiques ou militaires, par le secret d'État le plus absolu. Aucune communication officielle sur l'existence des efforts soviétiques pour atteindre la Lune ne fut effectuée, et l'échec de ceux-ci fut enterré au nom de la raison d'État au point que le célèbre journaliste américain Walter Cronkite annonça gravement à son public au cours des années 1970 que l'argent utilisé par le programme Apollo a été gaspillé, car « les Russes n'avaient jamais été dans la course » .
Ce n'est qu'avec la glasnost à la fin des années 1980 que l'on commence à voir paraître quelques informations sur le sujet et il a fallu attendre la chute de l'URSS pour que les dossiers s'ouvrent complètement.

#### Une seconde vie pour les moteurs (1995-)

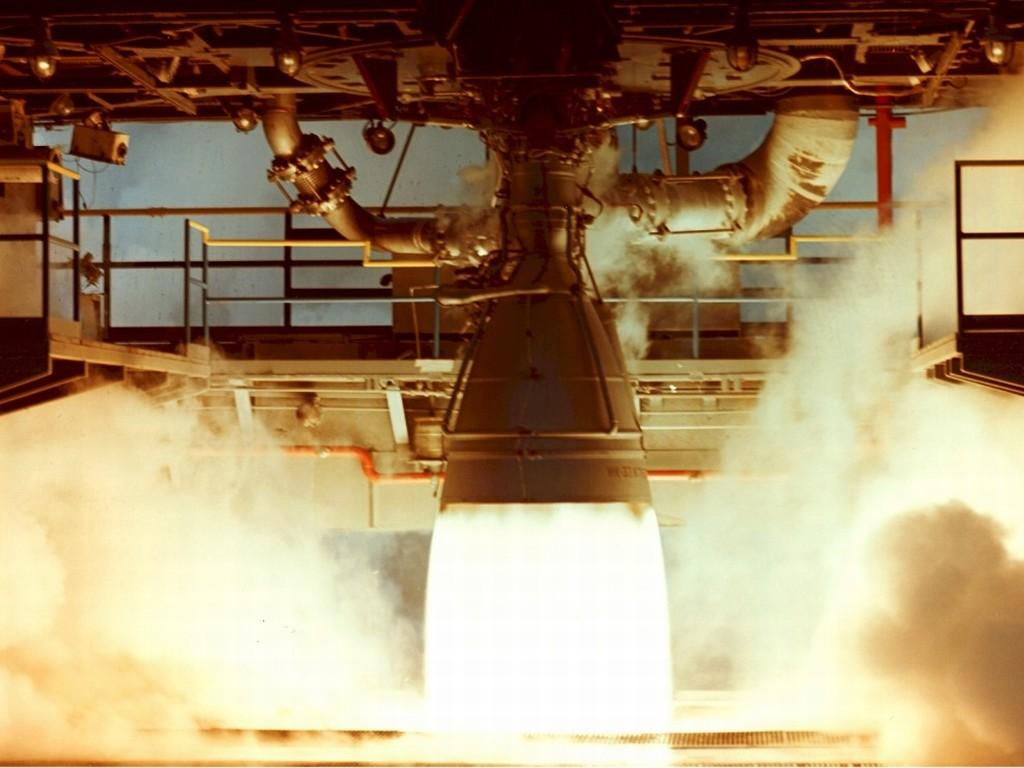
Un moteur Aerojet AJ26-58/-59 (ex-NK-33) testé sur banc d'essai (1995).

Les moteurs NK-33 et NK-43 à flux intégré sont encore les plus puissants jamais produits. Malgré l'ordre de destruction, 46 d'entre eux sont stockés - jusqu'en 2009 - dans un hangar des usines de Kouznetsov (aujourd'hui Dvigateli NK) à Samara pour une future utilisation.
Le 22 octobre 1995, un moteur NK-33 est testé avec succès sur les bancs d'essai d'Aerojet à Sacramento et est renommé en AJ26-58/-59 . En août 1996, l'AJ26-58/-59 est proposé pour équiper le lanceur réutilisable Kistler k-1 de Rocketplane Kistler, qui en commande 76 après 5 tests réussis au banc (136 tonnes de poussée durant 450 secondes). Le lanceur K-1 aurait dû utiliser 3 AJ26-58/-59 sur son 1er étage et un AJ26-60 sur le 2e  mais la NASA annonce en octobre 2007 la fin du financement de ce projet. Par ailleurs, l'agence spatiale japonaise JAXA s'est intéressée à l'AJ26-58/-59 pour propulser le 1er étage d'une version évoluée de son lanceur à poudre J-1 , tout comme Kelly Space & Technology de San Bernardino pour son avion spatial EXPRESS, avant de lui préférer le RD-120.
En 2009, l'usine Motorostroytel de Kouznetsov, de Samara, prévoit d'engager la fabrication de ces moteurs d'ici 2014 et de les utiliser sur le lanceur américain Antares, mais un échec de ce lanceur en 2014 fait abandonner ce projet.

## Les projets de bases lunaires
- La base lunaire semi-permanente Zvezda (en) ou DLB[58] de Vladimir Barmine (1962) pour neuf cosmonautes devant être opérationnelle en 1975.
- Le KLE Complex (1964-1974) comprenant une première base semi-permanente (3 à 6 mois) pour trois cosmonautes conçue par Vladimir Tchelomeï (80 tonnes) puis une seconde conçue par Vladimir Barmine (150 tonnes) devant être respectivement opérationnelles en 1975 et 1980.
- La base LEK[59] (Lunar Exploration Complex) conçue par Valentin Glouchko (1974) pour trois cosmonautes, comprenant le Laboratorno-zhiloy modul' (LZhM) semi-permanent et le Laboroatorno-zavodskoy modul' (LZM) permanent, devant être opérationnelle en 1980.
- L'Energia Lunar Expedition conçue par Valentin Glouchko (1988), une résurgence plus lourde du train spatial LOK-LK de 1964 pour trois cosmonautes et une durée de dix jours.